# DeJuan Jones
Pour les articles homonymes, voir Jones.
Ne doit pas être confondu avec DeQuan Jones.
DeJuan Jones, né le 24 juin 1997 à Lansing au Michigan, est un joueur international américain de soccer. Il joue au poste d'arrière gauche au Columbus Crew en MLS.

## Biographie

### Jeunesse et parcours universitaire
Natif de Lansing au Michigan, DeJuan Jones obtient son diplôme de secondaire à l'école secondaire d'East Lansing en 2015. Il mène les Trojans à deux championnats d'État consécutifs en 2013 et 2014,. Lauréat du prix Mr. Soccer du Michigan le 6 novembre 2014,, il est également nommé joueur de l’année du Lansing State Journal (en) pour la deuxième année consécutive. Ensuite il est élu meilleur joueur au secondaire (en) du Michigan le 12 février 2015,. Il a également évolué au TNT Dynamite SC pendant la saison morte, où il est finaliste — en 2011 et 2012 — de la coupe d’État,. Puis, avec le Force FC, il remporte la Super Y League (en) en décembre 2014.
Il joue ensuite au soccer au niveau universitaire à l'université d'État du Michigan, entre 2015 et 2018,. Plusieurs universités ont essayé de le recruter, dont l'université de l'Ouest du Michigan et Loyola Chicago. « Michigan State a toujours été mon premier choix », a-t-il déclaré. Son père, Demetrius Jones a joué au football américain avec les Broncos de Western Michigan durant ses années universitaires de 1980 à 1983,.
Le 28 août 2015, il participe à son premier match avec les Spartans en entrant en seconde mi-temps, face aux Pilots de Portland (victoire 0-1). Puis, il est titularisé pour la première fois, le 25 septembre suivant, face aux Scarlet Knights de Rutgers (victoire 1-3). Quatre jours plus tard, il inscrit son premier but contre les Falcons de Bowling Green (victoire 0-1). Le 21 octobre suivant, il marque son deuxième but de la saison lors de la défaite 4-1 chez les Zips d'Akron. Une semaine plus tard, il délivre sa première  passe décisive face aux Golden Grizzlies d'Oakland (en) (victoire 2-0). Sa première saison se termine dès le premier tour du tournoi du Big Ten (en), face aux Nittany Lions de Penn State (défaite 1-2).
Durant l'intersaison avant sa deuxième saison, il se casse le pied. Lors du gala d'excellence du 11 avril 2016, lui et 18 de ses coéquipiers sont honorés du prix Athletics Director, pour leurs réussites scolaires au cours de l’année scolaire 2015-2016. Après avoir réalisé une passe décisive face aux Broncos de Western Michigan (victoire 2-1), ainsi qu'un but contre les Badgers du Wisconsin (1-1), il est nommé meilleur joueur offensif de la semaine du Big Ten le 11 octobre 2016. Puis, il manque cinq rencontres à cause d'une blessure aux ischio-jambiers.
Lors de sa troisième année à MSU, il inscrit son premier doublé avec les Spartans contre les Scarlet Knights de Rutgers (victoire 1-2), le 8 septembre 2017. Nommé meilleur joueur offensif de la semaine du Big Ten et dans l'équipe-type de la semaine de CollegeSoccerNews le 12 septembre suivant,. Il est membre de la deuxième équipe-type du Big Ten le 3 novembre,. Lors du deuxième tour du Championnat de NCAA, il inscrit un but et une passe décisive face aux Hokies de Virginia Tech, mais les Spartans sont éliminés en quart de finale contre les Hoosiers de l'Indiana,. Nommé dans la troisième équipe-type du Midwest des United Soccer Coaches (en) le 5 décembre,.
Il est nommé co-capitaine de l'équipe pour la saison 2018 avec Connor Corrigan et Jimmy Hague,. En juin 2018, il s'entraîne avec Minnesota United pendant plusieurs jours, puis participe à une séance d’entraînement organisée par le Sporting de Kansas City. Il figure sur la liste des honneurs de pré-saison du Big Ten. Le 7 septembre 2018, il inscrit son premier doublé de la saison face aux Falcons de Bowling Green. Trois jours plus tard, il inscrit un nouveau doublé contre les Golden Grizzlies d'Oakland (en). Puis, il est nommé meilleur joueur offensif de la semaine du Big Ten le 11 septembre suivant. Il est l’un des 60 joueurs de soccer nommés candidats au prix Senior CLASS, acronyme de Celebrating Loyalty and Achievement for Staying in School,. Il est membre de la deuxième équipe-type du Big Ten pour la deuxième année consécutive, le 2 novembre.  Puis à la fin de la saison, les Spartans participent une nouvelle fois aux séries éliminatoires du championnat de la NCAA où ils remportent leurs quatre rencontres et accèdent au tournoi final, la College Cup,. Au tour suivant, ils sont éliminés par le futur finaliste, les Zips d'Akron,. En 76 rencontres, DeJuan Jones inscrit seize buts et quatorze passes décisives avec les Spartans de Michigan State,.
DeJuan Jones continue à jouer au soccer pendant la relâche estivale, lorsqu'il rejoint le Mutiny de Myrtle Beach en PDL. Le 19 mai 2017, il fait ses débuts en tant que titulaire en PDL contre le Tobacco Road FC. Une semaine plus tard, il inscrit son premier but en PDL face aux Eagles de Charlotte. Il dispute huit matchs, inscrit quatre buts et délivre une passe décisive avec le Mutiny de Myrtle Beach. L'été suivant, il rejoint Lansing United qui évolue également en PDL. Il inscrit un doublé dès son premier match face aux Bucks du Michigan le 12 mai 2018. Son premier but est élu meilleur but des semaines 1 et 2 de PDL. Il est nommé deux fois dans l'équipe-type de la semaine de la conférence Centrale, les 16 et 23 mai,. Il dispute dix rencontres, inscrit cinq buts et délivre une passe décisive avec Lansing United,.

### Carrière en club
Ses performances lui valent d'être invité au MLS Combine, qui se déroule à Orlando. Il est le seul participant au Combine à terminer dans le top 10 lors des trois tests,. Il est repêché en onzième position par le Revolution de la Nouvelle-Angleterre le 11 janvier 2019 lors du repêchage universitaire. Il participe ensuite à la pré-saison et convainc Brad Friedel de lui offrir son premier contrat professionnel le 25 février suivant,,. Le 24 mars, il fait ses débuts professionnels en MLS, en remplaçant Edgar Castillo en seconde mi-temps, contre le FC Cincinnati (défaite 2-0). Une semaine plus tard, il dispute sa première rencontre en tant que titulaire en MLS face à Minnesota United (victoire 2-1). Puis, le 27 avril, il inscrit son premier but en MLS, lors d'un match nul contre le Sporting de Kansas City,. Face à l'Impact de Montréal, le 18 mai, il est repositionné en arrière gauche à la suite de la blessure d'Edgar Castillo et livre une prestation de qualité,. Il est ensuite maintenu à ce poste. Le 15 novembre, il signe un nouveau contrat avec les Revs d'une durée de deux ans, selon le Lansing State Journal (en),. La saison suivante, il atteint la finale de conférence finalement perdue face au Crew de Columbus. Il dispute ainsi 18 des 23 matchs de la saison régulière des Revs, dont treize comme titulaire.
Lors du premier match de la saison 2021, il est expulsé pour la première fois avant la fin de la rencontre face au Fire de Chicago,. Il manque ainsi le deuxième match de la saison, malgré l'appel du club pour annuler son carton rouge. Puis, le 23 juin, il inscrit son premier but de la saison face aux Red Bulls de New York. Il est également nommé dans l'équipe-type de la semaine 9 pour la première fois. Le 8 août contre le Union de Philadelphie, il réalise un excellent match, et figure dans l'équipe-type de la semaine 18. Auteur d'un bon début de saison, il suscite l’intérêt de plusieurs clubs européens. Le 23 octobre, à la suite de la défaite des Sounders de Seattle, les Revs remportent le Supporters' Shield,. Son équipe établissant même un record pour le nombre de points collectés en saison régulière,. Ils célèbrent leur titre lors de la dernière rencontre de la saison régulière,. Puis, il termine cinquième des votes pour le titre de meilleur défenseur de l'année,. Le 15 décembre suivant, il signe un nouveau contrat jusqu'en 2024 avec une année en option en faveur des Revs,.

### Carrière internationale
DeJuan Jones participe à son premier rassemblement des Stars and Stripes en janvier 2022,. Il fait un bon camp d'entraînement, selon Gregg Berhalter. Il est par la suite appelé pour participer à son second camp d'entraînement des Yanks par Anthony Hudson le 18 janvier 2023,,. Le 25 janvier suivant, il honore sa première sélection — entré au jeu en seconde mi-temps — contre la Serbie, lors d'un match amical,,. Le match se solde par une défaite 1-2 des Américains,. Trois jours plus tard, il honore sa première titularisation face à la Colombie,. La rencontre se conclut par un match nul et vierge,.

## Statistiques

### Statistiques détaillées
| Saison                | Club                                 | Championnat           | Championnat | Championnat | Championnat | Coupe(s) nationale(s) | Coupe(s) nationale(s) | Coupe(s) nationale(s) | Compétition(s) continentale(s) | Compétition(s) continentale(s) | Compétition(s) continentale(s) | Compétition(s) continentale(s) | Séries | Séries | Séries | États-Unis | États-Unis | États-Unis | Total | Total | Total |
| Saison                | Club                                 | Division              | M.          | B.          | P.d.        | M.                    | B.                    | P.d.                  | Comp.                          | M.                             | B.                             | P.d.                           | M.     | B.     | P.d.   | M.         | B.         | P.d.       | M.    | B.    | P.d.  |
| 2019                  | Revolution de la Nouvelle-Angleterre | MLS                   | 20          | 1           | 0           | 1                     | 0                     | 0                     | -                              | -                              | -                              | -                              | 1      | 0      | 0      | -          | -          | -          | 22    | 1     | 0     |
| 2020                  | Revolution de la Nouvelle-Angleterre | MLS                   | 18          | 0           | 0           | -                     | -                     | -                     | -                              | -                              | -                              | -                              | 5      | 0      | 1      | -          | -          | -          | 23    | 0     | 1     |
| 2021                  | Revolution de la Nouvelle-Angleterre | MLS                   | 31          | 3           | 5           | -                     | -                     | -                     | -                              | -                              | -                              | -                              | 1      | 0      | 0      | -          | -          | -          | 32    | 3     | 5     |
| 2022                  | Revolution de la Nouvelle-Angleterre | MLS                   | 31          | 1           | 5           | 2                     | 0                     | 0                     | LCC                            | 2                              | 0                              | 0                              | -      | -      | -      | -          | -          | -          | 35    | 1     | 5     |
| 2023                  | Revolution de la Nouvelle-Angleterre | MLS                   | 22          | 1           | 3           | -                     | -                     | -                     | LCup                           | 4                              | 0                              | 0                              | -      | -      | -      | 7          | 0          | 3          | 33    | 1     | 6     |
| Total sur la carrière | Total sur la carrière                | Total sur la carrière | 122         | 6           | 13          | 3                     | 0                     | 0                     | -                              | 6                              | 0                              | 0                              | 7      | 0      | 1      | 7          | 0          | 3          | 145   | 6     | 17    |

## Palmarès

### En club
Revolution de la Nouvelle-Angleterre
- Vainqueur du Supporters' Shield en 2021

### Distinctions personnelles
- Élu meilleur joueur au secondaire (en) du Michigan en 2015
- Membre de la 2e équipe-type du Big Ten en 2017 et 2018
- Membre de la 3e équipe-type du Midwest des United Soccer Coaches (en) en 2017